# Jože Možina
Jože Možina, slovenski zgodovinar, avtor dokumentarnih filmov, sociolog, novinar in televizijski voditelj, * 7. april 1968, Šempeter pri Gorici, SFRJ.

## Življenjepis
V  mandatu 2006–2010 je bil direktor Televizije Slovenija, prej pa novinar notranje politične redakcije TVS. Znan je kot avtor dokumentarnih filmov med katerimi so najbolj odmevni:
- Zločin, ki ne zastara, ki govori o povojnih pobojih na Slovenskem,
- Zamolčani – moč preživetja[2] o revolucionarnem nasilju med drugo svetovno vojno,
- Dosje: Slobodan Milošević[3] o vzponu in padcu srbskega komunističnega voditelja,
- Škof Rožman – zločinec ali žrtev[4] o ljubljanskem škofu Gregoriju Rožmanu.

Možina je avtor več dokumentarnih oddaj iz Afrike; Angole, Konga, Burundija, Ruande. Med njimi je najbolj prepoznaven film o slovenskem misijonarju z naslovom Pedro Opeka – dober prijatelj.
Je tudi avtor dokumentarnih filmov iz obdobja slovenskega osamosvajanja in novejše slovenske zgodovine. Med te spadajo:
- Slovenski plebiscit je dokumentarni film o odločitvi Slovencev 23. decembra 1990, da želijo živeti v samostojni in neodvisni državi.
- Domovina in država je film, ki govori o vojni za Slovenijo, ki se je začela že ob prvih demokratičnih volitvah maja 1990 z razorožitvijo slovenske Teritorialne obrambe in trajala do odhoda zadnjega vojaka jugoslovanske armade 25. oktobra 1991.
- Urok Depale vasi je dokumentarec, v katerem avtor rekonstruira vpliv preddemokratičnih struktur na strmoglavljenja obrambnega ministra Janeza Janše leta 1994.[6]

Od leta 2014 pripravlja serijo dokumentarnih pričevanj z naslovom Pričevalci. V njej se je zvrstilo že več kot 100 oseb povečini starejše generacije, ki so spregovorili o svojem življenju in osebnih spominih na travmatična obdobja slovenske zgodovine. Je tudi voditelj oddaje Intervju. Na Filozofski fakulteti v Ljubljani je pridobil doktorat znanosti s področja zgodovine. Raziskuje zlasti vzroke za med slovenski konflikt v času druge svetovne vojne ter povojno revolucionarno nasilje. Na to temo je leta 2019 izšla strokovna knjiga Slovenski razkol - Okupacija, revolucija in začetki protirevolucionarnega upora, ki je razširitev njegovega doktorskega dela.

## Nagrade
Možina je dvakrat prejel Jurčičevo nagrado, ki jo podeljujeta Društvo slovenskih pisateljev in Nova revija ter gong ustvarjalnosti in gong popularnosti časnika Delo. 
Leta 2012 je za film Pedro Opeka – dober prijatelj prejel nagrado za najboljšega režiserja dokumentarnih filmov na festivalu ITN v Hollywoodu. Za isti film je leta 2014 prejel nagrado Prešernovega sklada, zmagal v kategoriji dokumentarnih filmov, ter pridobil nagrado za odličnost na mednarodnem filmskem festivalu International Film Festival Peace - Inspiration - Equality v Džakarti. Med drugim je prejel tudi posebno nagrado žirije in priznanje za odličnost na filmskem festivalu International film festival Environment - Health - Culture, ter bil nominiran za najboljšega režiserja na festivalu St. Tropez v Nici. Leta 2013 je prejel nagrado za odličnost v filmskem ustvarjanju na filmskem festivalu Canada International Film Festival. 10. februarja 2023 mu je Slovensko zgodovinsko društvo za novejšo in sodobno zgodovino kot prvemu podelilo nagrado Historia moderna viva za delo Slovenski razkol.